# Taras Danko
Taras Danko, född den 3 juli 1980 i Kiev, Ukrainska SSR, Sovjetunionen, är en ukrainsk brottare som tog OS-brons i mellanviktsbrottning i fristilsklassen 2008 i Peking. 